# 亞塞拜然河流列表
亞塞拜然河流列表，列舉全部或部分在亞塞拜然境內的河流，並依照流域排列。支流則由河口至源頭排序。

## 注入裏海
- 庫拉河：跨國河流，上游位於土耳其、喬治亞境內。
  - 阿拉斯河：跨國河流，上、中游流經土耳其、亞美尼亞、亞塞拜然、伊朗等地，部分河段為亞塞拜然與伊朗界河。
  - 阿拉扎尼河：跨國河流，下游為亞塞拜然與喬治亞界河。
  - 約里河：跨國河流，上游位於喬治亞境內。
  - 赫拉米河：跨國河流，上游位於喬治亞境內。
  - 阿克斯塔法河：跨國河流，上游位於亞美尼亞境內。
- 皮爾薩加特河
- 蘇姆蓋特河
- 薩穆爾河：跨國河流，上、下游位於俄羅斯境內，中游為亞塞拜然與俄羅斯界河。